# God (algemeen)

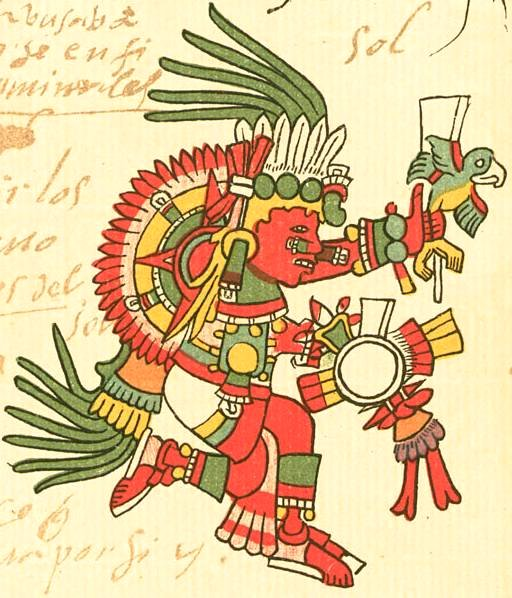
De Azteekse zonnegod Tonatiuh

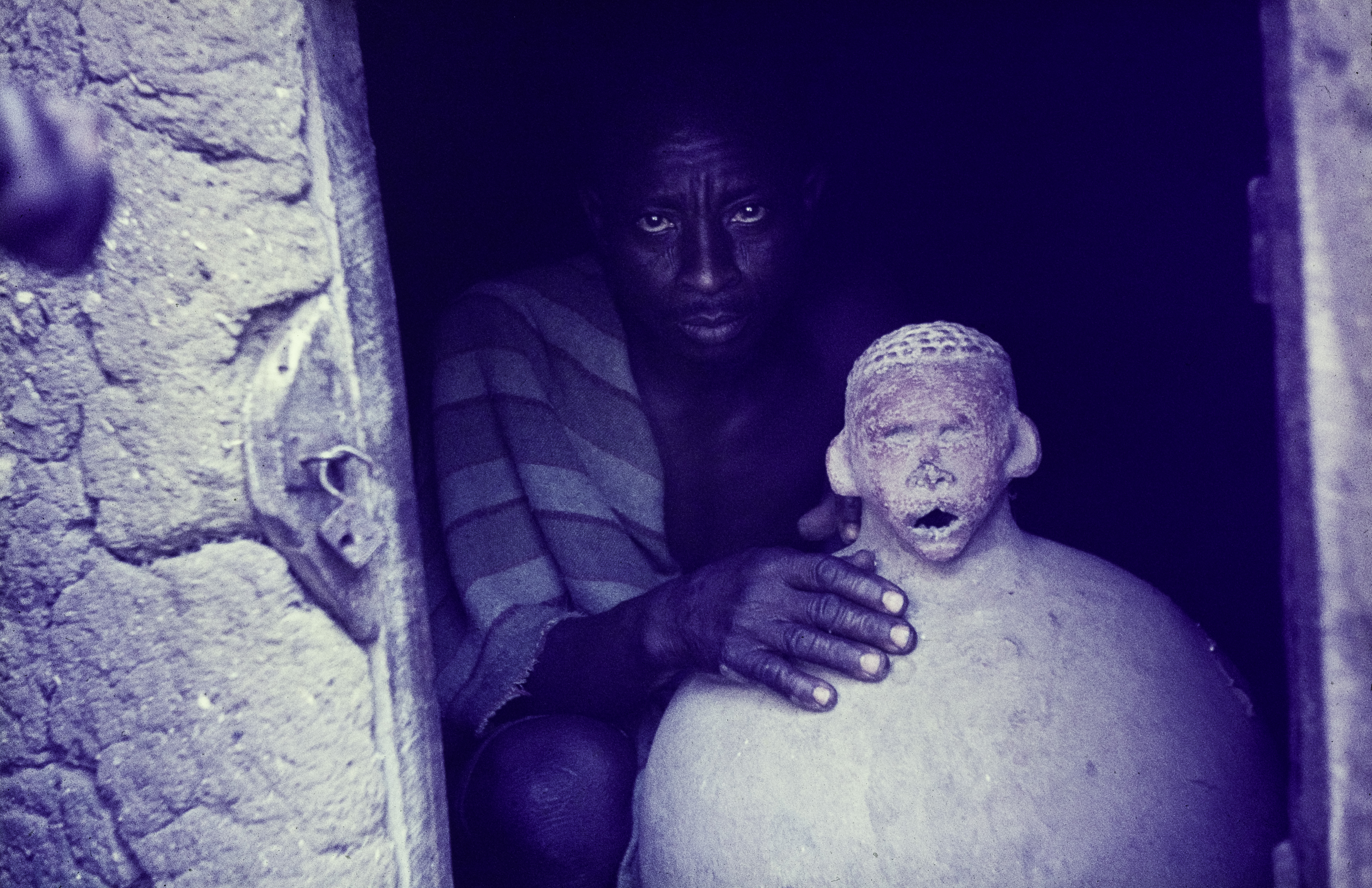
Een man toont zijn god (of voorouder) van aardewerk die spreekt, Bauchi, Nigeria, 1970-1973.

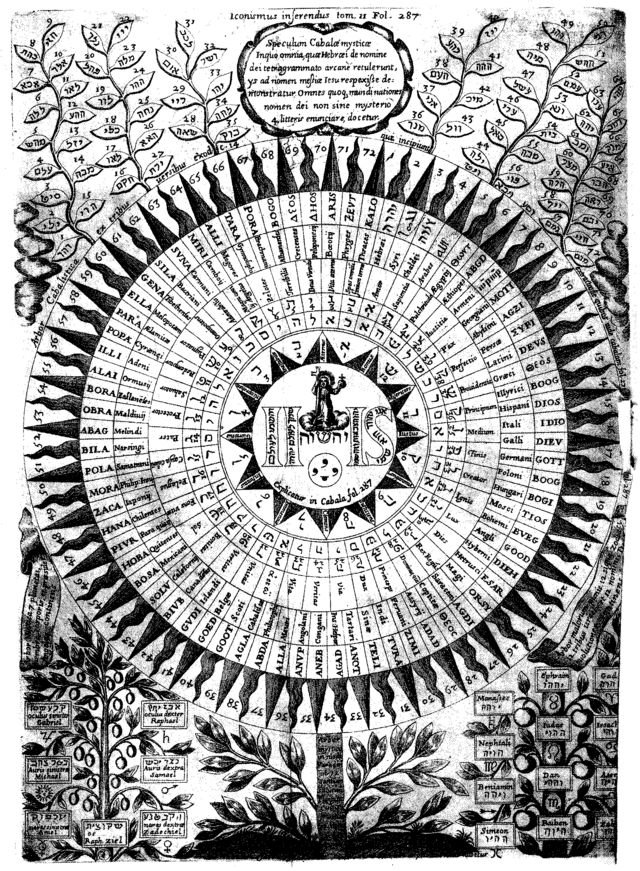
Diagram met de namen van God uit de Oedipus Aegyptiacus, zeventiende eeuw

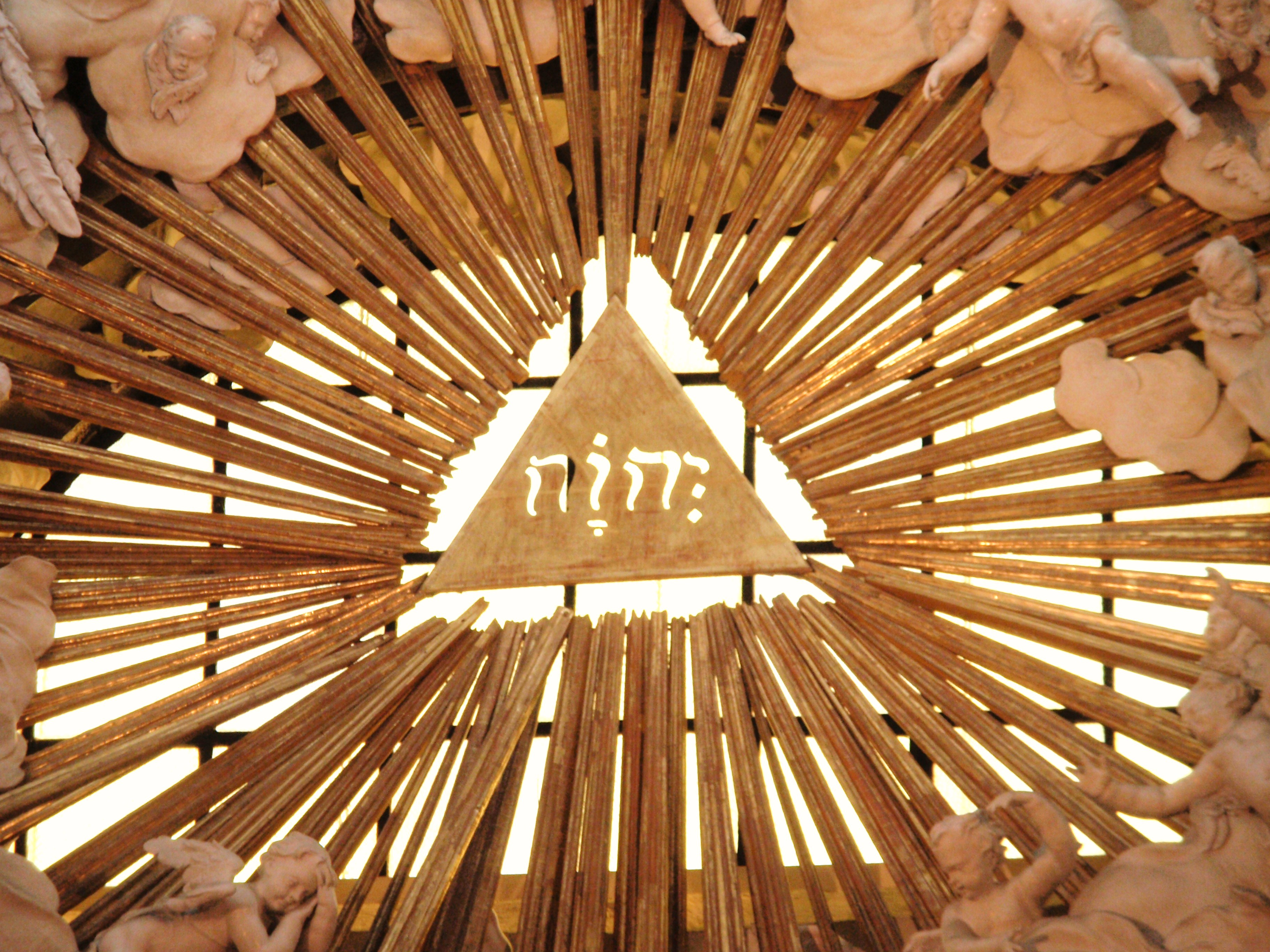
Adonai

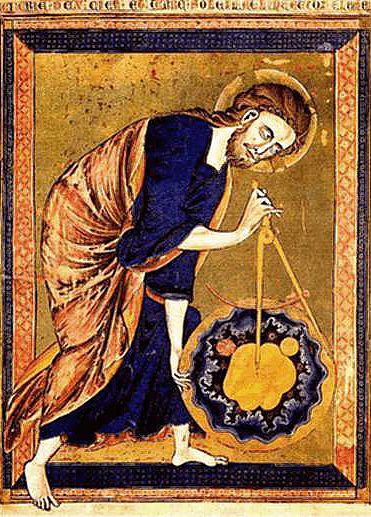
God als architect, Weense Bible Moralisée, dertiende eeuw

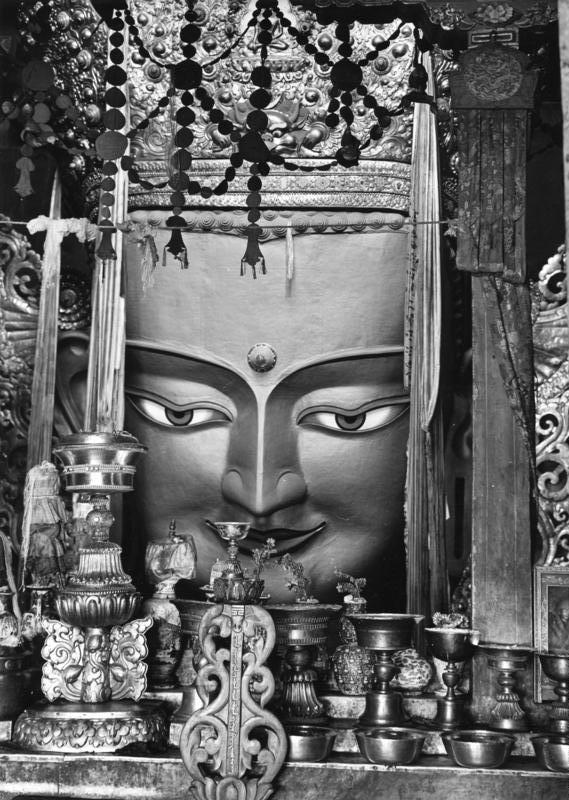
Godsbeeld, foto genomen tijdens Tibetexpeditie in 1938

Een god of godheid (geslachtsneutraal; cfr. vrouwelijk godin) is een hypothetisch bovennatuurlijke entiteit die door gelovigen als machtig, bovenmenselijk wezen wordt aanbeden en verantwoordelijk wordt geacht voor bepaalde aspecten van de werkelijkheid, dan wel voor de werkelijkheid als geheel. Goden kunnen geacht worden te leven op aarde, met name in de natuur, alsook in de hemel of nog in het onderaardse of de onderwereld. Het geloof in goden is algemeen verbreid, maar godsdiensten (waarmee vaak één of meer culturen verbonden zijn) verschillen in het aantal goden dat wordt aangenomen, de betekenis die zij eraan geven, en hun houding ten opzichte van eigen en andere god(en). De monotheïstische religies, zoals jodendom, christendom en islam, erkennen in principe slechts één god. In polytheïstische religies, zoals de Noordse of Germaanse mythologie en het hindoeïsme, zijn er vele (klassen van) goden (in India ook wel deva's genoemd, en in West- en Noordwest-Europa Asen, Alven en Wanen). Vaak worden zulke goden verbonden door een mythologische genealogie. Het hindoeïsme is echter een voorbeeld waar goden als incarnaties van elkaar gelden, zodat in feite een veelgodenverering gecombineerd kan worden met één universeel goddelijk principe dat zich in allen manifesteert. De empirische wetenschap houdt zich doorgaans niet bezig met de vraag naar het bestaan van goden, omdat metafysica buiten haar domein valt en het daarom niet-overlappende magisteria (NOMA) zouden zijn; in de filosofie en de theologie wordt hierover wel gedebatteerd.
Binnen de christelijke theologie en filosofie put men zich doorgaans niet uit in definities van God, maar is het onderscheid tussen immanentie en transcendentie wel van elementair belang. Dat geldt ook voor het onderscheid tussen 'positieve theologie', die positieve uitspraken doet over wie en wat God wel is, en 'negatieve theologie', die uitgaat van de onkenbaarheid van God en alleen uitspraken wil doen over wie en wat God niet is.
Een god van de gaten is een godsconcept dat slechts wordt toegepast ter verklaring van (nog) niet verklaarde verschijnselen. In dit verband wordt wel gesproken van een (niet-menselijke) intelligente ontwerper. Spinoza definieerde in de filosofie van zijn boek Ethica (1678) God radicaal anders, namelijk als het systeem van het heelal inclusief alle materie en bewustzijn.

## Etymologie
In etymologisch opzicht zijn het woord god en zijn cognaten in andere talen (in geschreven vorm identiek aan het Engels, Gott in het Duits enz. in andere Germaanse talen) naar alle waarschijnlijkheid terug te voeren op een Indo-Europese wortel *ghu-tó (= het aangeroepene).
Ook wordt het wel in verband gebracht met een werkwoord dat gieten of offeren betekende.
Er is een parallel met het Oudperzische woord 'Khoda' ('God'); van belang is ook de achtergrond in het Sanskriet: het woord 'hu' betekent (onder meer) 'aanroepen'.

## Geloofsopvattingen over het wezen van God en goden
Theologie houdt zich o.a. bezig met de studie van het wezen van de godheid. Enerzijds trachten theologen die wezenskenmerken expliciet te maken, soms zelfs te systematiseren. Anderzijds probeert men soms een persoonlijke godservaring te vangen in een theologisch of filosofisch systeem. Over het algemeen echter hebben veel theologische systemen gemeen dat ze beginnen met de notie van 'God' of 'god(en)'.

### Opsomming van theologische posities
De verschillende theologische opvattingen zijn te groeperen en te classificeren naargelang hun positie betreffende drie fundamentele zaken:
1. "bestaat God of bestaan goden? En zo ja, wat is hun belang of plaats in de religie?"
2. "is God louter enkelvoudig of bestaan er meerdere goden?"
3. "is God transcendent of immanent dan wel beide?"

De antwoorden op deze drie vragen reflecteren en impliceren de verschillende posities aangaande de relatie tussen God/god(en) en de wereld enerzijds en tussen God/god(en) en de mensheid anderzijds.¨
- Agnosticisme is de visie dat we nooit met zekerheid kunnen weten of er al of niet een God of goden bestaan.
- Animisme is het geloof dat er geesten bestaan, die dieren, planten, landobjecten en dergelijke bezielen. Dit geloof komt over de hele wereld voor, soms in combinatie met het praktiseren van een van de grote religies, waardoor een gesyncretiseerde vorm van oude animistische tradities en de nieuwere godsdienst ontstaat.
- Atheïsme is de opvatting dat er geen God of goden bestaan. Deze opvatting wordt op verschillende wijzen geformuleerd.
- Deïsme is het geloof dat God volkomen transcendent is: God bestaat, maar behalve voor wat nodig was om de schepping tot stand te brengen grijpt Hij niet in de wereld in.
- Dualisme (waaronder manicheïsme), is het geloof dat er zowel een volmaakt goede God is als een tegengestelde godheid van het kwaad met evenveel macht, of dat er een dergelijke tweedeling bestaat in de wereld als geheel of binnen de menselijke ziel.
- Henotheïsme is een variant op het polytheïsme. Het zegt dat er vele goden zijn, maar dat een daarvan de allerhoogste is, dat de andere slechts ondergeschikt zijn en niet hetzelfde niveau van 'god-zijn' hebben. Sommige vormen van het klassieke Griekse en Romeinse polytheïsme vallen onder deze categorie, zie Griekse mythologie en Romeinse mythologie. De Noordse mythologie, met haar oppergod Odin, waaraan alle andere goden ondergeschikt zijn, valt eveneens onder het henotheïsme. Bij de Azteken was er een henotheïstische stroming met Tloque Nahuaque.
- Ietsisme is de moderne overtuiging dat er 'íets' is, maar dat hoeft geen god te zijn.
- Logisch positivisme is de opvatting dat het woord 'god' op zichzelf betekenisloos is.
- Monolatrisme is een bepaalde vorm van henotheïsme. De aanhangers ervan geloven in het bestaan van vele goden, maar ook dat deze goden hun macht alleen kunnen uitoefenen bij of voor degenen die hen aanbidden. Een monolatrist zou dus kunnen geloven in zowel de Egyptische goden als in de God die in de joodse Thora, de christelijke Bijbel of de islamitische Koran beschreven wordt, maar zal zichzelf slechts tot een van deze religies rekenen. De god of goden die zij aanbidden hebben invloed op hun leven; de andere god of goden niet.
- Monotheïsme is het geloof in één godheid. Namen voor deze godheid in diverse religies en talen zijn JHWH, God, Gott, Deo, Allah, Jumala, Bog en Brahma. Men hoeft geen christen te zijn om deze godheid God te noemen. Het monotheïsme moet niet verward worden met het zogenaamde "klassiek monotheïsme" waarbij extra eisen gesteld worden, zoals de eis dat deze ene godheid maar op één manier aanbeden of gerealiseerd kan worden.
- Non-theïstische religies stellen het bestaan van een god of goden niet centraal in de religieuze beleving. Het taoïsme, het boeddhisme en Advaita Vedanta (een filosofische richting binnen het hindoeïsme) zijn voorbeelden van non-theïstische religies. Non-theïstische religies dienen niet verward te worden met het atheïsme. Non-theïstische religies zijn niet tegen goden en kunnen het bestaan van goden bevestigen. Goden nemen echter wel een minder dominante plaats in, in de leer; ze zijn ondergeschikt aan concepten als bijvoorbeeld de tao, verlichting of non-dualisme.
- Pantheïsme is het geloof dat God volkomen immanent is; kort gezegd: dat de kosmos, het universum zelf, God is.
- Panentheïsme is het geloof dat God het universum bevat (immanentie), maar niet identiek is aan dat universum en het ook overstijgt (transcendentie). De kabbala, de joodse mystiek, geeft een panentheïstische kijk op het wezen van God; deze visie wordt in het chassidische jodendom vrij algemeen geaccepteerd. Ook christelijke en islamitische mystieke stromingen zijn vaak onder deze noemer te scharen. Verder is het de visie van de procestheologie en van de christelijke beweging die in de VS bekend is als de 'Creation Spirituality'. Ook de hindoegodsdiensten hebben grotendeels een panentheïstische visie op het wezen van God.
- Polytheïsme is het geloof in het bestaan van vele goden. Men noemt het daarom ook wel 'veelgodendom'. Polytheïsme wordt vooral aangetroffen bij natuurgodsdiensten.
- Theïsme is het geloof dat God zowel transcendent als immanent is; God is dus tegelijkertijd oneindig en ver boven de mensen verheven, maar tegelijkertijd in zekere zin aanwezig in de wereld en in het wereldgebeuren. Sommige mensen gebruiken het woord 'monotheïsme' om te refereren aan het geloof in een enkele God/god en gebruiken 'theïsme' om elk geloof in God/god(en) aan te duiden, dus zowel monotheïsme als polytheïsme. Veel theïsten en monotheïsten geloven behalve in God als Opperwezen ook in het bestaan van andere, minder machtige onsterfelijke wezens, maar geven hen andere namen, zoals engelen, demonen of halfgoden.

## Mannelijke, vrouwelijke en hermafrodiete goden
Door de geschiedenis heen is er een schommelend aantal mannelijke dan wel vrouwelijke goden, sommige zijn zelfs tweeslachtig of onzijdig. De Romeinen waren ook op dat punt uiterst tolerant, zolang de openbare orde maar niet werd geschaad.
Uit de mythologische verhalen en afbeeldingen van de oudste religies kan men nagaan dat machtige goden en zelfs het opperwezen als tweeslachtig of hermafrodiet werden beschouwd. Zo zijn er beelden van Indische goden met een uiterlijk dat zowel mannelijk als vrouwelijk kan worden gezien. Er is zelfs een shivabeeld waar de god letterlijk een vrouwelijke en een mannelijke helft vertoont, maar in het hindoeïsme zijn alle goden uiteindelijk incarnatie van één universele godheid. Sinds de Klassieke Oudheid is het dominante model in het echte veelgodendom dat goden 'trias'-groepen vormen: een ouderpaar met kroost.
Ook de oude religie die in het noordwesten van Europa voor de kerstening gold, spreekt van hermafrodiete entiteiten die aan de schepping voorafgingen en heeft goden die hetzij zowel mannelijk als vrouwelijk zijn, hetzij in paarvorm voorkomen. Zo is er bijvoorbeeld de oude cultus van de vruchtbaarheidsgod Freyr, wiens vrouwelijke kant Freya heet.

## Dierlijke, menselijke, abstracte en gelijkgestelde godsbeelden
Wanneer godheden worden voorgesteld als en/of gelijkgesteld met bepaalde diersoorten, waarmee ze geacht worden eigenschappen te delen, spreekt men van zoömorfisme. Wanneer goden voorgesteld worden als (super)mensen spreekt men van antropomorfisme. Beide zijn courant in het polytheïsme, en kunnen gecombineerd worden, zoals oud-Egyptische goden vaak een mensenlichaam met dierenhoofd hadden.
Binnen het pantheon van één religie kunnen godheden meerdere gedaanten hebben, niet enkel door zich te 'vermommen' als mens of dier, maar zelfs doordat de ene als incarnatie van de andere geldt. In het hindoeïsme zijn zelfs  alle godheden uiteindelijk incarnaties van de originele godheid.
Verder kwam het vaak voor dat al dan niet verwante culturen met een vergelijkbaar polytheïsme eigen godheden gelijkschakelden met min of meer overeenkomstige uit ander pantheons. Dat gebeurde op grote schaal in de culturen van het hellenisme, vooral tussen Grieken en Romeinen, die voor de meeste goden equivalenties kenden.

## Godsbegrip in verschillende culturen
Doorheen de tijd en verspreid over de hele wereld zijn min of meer van elkaar verschillende godsbegrippen opgedoken. Tegelijk dragen die een overeenkomstige kern in zich, het geloof in bovennatuurlijke wezens, anders dan mens en dier.

### Hindoeïstisch godsbegrip
Doordat het hindoeïsme geen controlerend instituut kent, zoals het Vaticaan, zijn de leringen er daardoor meer divers dan in geïnstitutionaliseerde religies. Bovendien hebben het boeddhisme, het sikhisme, het jaïnisme en andere stromingen het hindoeïsme over de eeuwen heen in bepaalde aspecten beïnvloed en de diversiteit versterkt.
De meeste hindoes geloven in de absolute eenheid van een transcendente en immanente God, het oneindige kosmische bewustzijn (Parama Purusha), die de schepper is van het universum en waar alle wezens ten innigste mee verbonden zijn. De meeste hindoes vereren maar één God, zoals de Brahma, Shiva of Vishnoe. Zij geloven dat andere goden incarnaties zijn van die ene God, aspecten of opvolgende fasen ervan.
Sommige filosofische tradities in het hindoeïsme (zie de zes hoofdscholen van de hindoefilosofie) gebruiken het woord God op een meer onpersoonlijke manier en stellen het gelijk met filosofische concepten als 'het al', 'de waarheid' of 'het proces van oorzaak en gevolg'.

### Boeddhistisch godsbegrip
In principe erkent het boeddhisme geen concept dat overeenkomt met het bestaan van een god als schepper van het universum. Het erkent echter wel het bestaan van goden en hemels. Alhoewel een van deze goden (de Maha Brahma) denkt dat hij de wereld geschapen heeft, stelde de Boeddha dat de Maha Brahma op dit terrein een foute visie heeft, en dat het heelal niet door een god of wezen geschapen is. Het fysieke heelal ondergaat volgens Gautama Boeddha zeer langdurige cycli van ontstaan, groei, neergang, en ondergang. Na de ondergang van het heelal ontstaat het heelal weer opnieuw. Boeddha zei dat er geen oorspronkelijk begin waarneembaar is in deze cyclus van het achtereenvolgens ontstaan en wederom ondergaan van het heelal.
Er bestaan in de boeddhistische kosmos 26 verschillende hemels, waar 29 verschillende soorten goden (devas) verblijven. Wedergeboorte in een hemel wordt beschouwd als een gunstige wedergeboorte en het resultaat van het gemaakt hebben van goed karma. Wezens die in een hemel wedergeboren worden, heten goden of devas. Deze devas (of goden) leiden een gelukkig en comfortabel leven, maar worden niet als de ultieme toevlucht gezien, daar devas ook sterven en wederom geboren worden in veelal een andere conditie (mens, dier, geest, et cetera).
Het beschouwen of gedenken van de goede kwaliteiten van goden of devas (Pali: devanussati) is een van de aanbevolen vormen van meditatie in het boeddhisme.

### Oud-Egyptisch godsbegrip
In het oude Egypte beschouwde men natuurlijke en bovennatuurlijke drijfkrachten, wetmatigheden en principes die in de hele kosmos functioneren als 'netjer' (mv. netjeru). De term werd later, bij gebrek aan een betere, door de Grieken vertaald als θέος, theos. Daarom werd de term in de westerse cultuur gelijkgesteld met 'god' of 'goden'. Maar in feite was het veel ruimer en er was ook een zekere ontwikkeling van het begrip netjer gedurende de vier millennia van de oud-Egyptische cultuur. Bij de meest oorspronkelijke opvatting golden concepten zoals te vinden zijn in de zogenaamde Ogdoade van Hermopolis. 'Vergoddelijking' van dergelijke begrippen gebeurde geleidelijk aan. De Egyptische 'goden' waren niet transcendent maar immanent.
Aangezien de wereld van de netjeru een reflectie was van onze wereld, waren ook niet alle netjeru gelijkwaardig. Zij waren in een hiërarchie van macht en invloed geplaatst.
De wereld zoals wij die waarnemen en kennen was slechts een bijproduct van de activiteit van de netjeru. Als dingen misgingen was dat omdat een netjer verstoord of vertoornd was. Men moest daarom dagelijks de grote en kleinere rituelen volhouden om aan hen dankbaarheid te betonen en om hun gunstige invloed te bekomen. Het grootste ritueel werd door de farao voltrokken en had als oogmerk het in stand houden van de kosmische orde.
Farao Achnaton nam die naam aan nadat hij tabula rasa maakte met het veelgodendom en slechts één god, de almachtige schepper Aton, erkende.  Na zijn (mogelijk niet natuurlijke) dood werd zijn 'ketterse' gedachtenis meteen uit de herinnering gewist terwijl het aloude polytheïsme in ere werd hersteld.

### Oud-Grieks godsbegrip
De Grieken geloofden dat er veel verschillende goden en andere mythische wezens bestonden. Zij waren polytheïstisch en vereerden een pantheon aan goden en godinnen. Dit polytheïsme heeft onder andere als oorzaak dat veel plaatselijke culten werden verenigd tot één panhelleense godsdienst, zoals dat ook het geval was met de Egyptische mythologie waar zij deels op steunden. Er was eveneens een sterke invoer van de Thracische en Anatolische mythologieën, waaruit een aantal godheden letterlijk zijn overgenomen. De godenverhalen werden mondeling overgeleverd, wat waarschijnlijk de reden is dat er hier en daar plaatselijke varianten en tegenstrijdige feiten opduiken.
Wanneer belangrijke beslissingen moesten worden genomen vroeg men vaak om raad. Men trok naar de tempel in Delphi om een orakel, een raadgevende uitspraak van de goden, te vragen. In de Griekse wereld werden offers gebracht om de goden gunstig te stemmen of ze te bedanken. Dat gebeurde veelal op een altaar. Zo'n altaar stond in een temenos, een heilig domein, waarin soms ook een tempel stond. Een offer was vaak een landbouwproduct; een bloedgave was meestal een (gezond) dier. In mythen wordt wel verteld over mensenoffers, zoals het verhaal waarin Agamemnon zijn dochter Iphiginea offert om van Artemis een gunstige wind te krijgen om naar Troje te kunnen varen.
De Griekse goden beschikten over buitengewone krachten, maar konden menselijke gestalten aannemen en vertoonden menselijk gedrag en gebreken. Er werden vaak machtsspelletjes gespeeld, en emoties als wellust, woede, vrolijkheid en jaloezie waren hen niet vreemd, reden waarom de Griekse mythen en verhalen de mensen zowel vroeger als nu blijven aanspreken.

### Oud-Romeins godsbegrip
Het Romeins model dacht op een andere manier over de goden dan de Grieken. Zou men een Griek naar Demeter vragen, dan zou hij vertellen over het bekende verhaal van haar verdriet over Persephone, die geschaakt was door Hades.
Een oude Romein zou echter vertellen dat Ceres een officiële priester had, flamen genoemd, die een junior was ten opzichte van de flamens van Jupiter, Mars en Quirinus, maar senior ten opzichte van de flamens van Flora en Pomona. De Romein zou vertellen dat Ceres hoorde bij een drietal goden van de landbouw, samen met Liber en Libera. Hij zou zelfs alle lagere goden oplepelen met speciale functies richting Ceres, zoals Sarritor (de wieder), Messor (om te oogsten), Convertor (om te vervoeren), Conditor (voor de opslag) en Insitor (voor het zaaien) en tientallen meer.
De archaïsche Romeinse mythologie bestond dus niet uit verhalen over de goden, maar uit relaties tussen de goden onderling, en tussen goden en mensen. Het principe do ut des overheerst: welbepaalde offers en andere religieuze handelingen moeten tegenprestaties van de goden 'verdienen'. De politiek is nauw verweven met de staatcultus, waarin later de vergoddelijkte keizers een cruciale ereplaats innemen tot de kerstening de rollen omkeert.
De oorspronkelijke godsdienst van de vroege Romeinen werd later gewijzigd door toevoeging van talloze, zelfs conflicterende, geloven in latere tijden. Ook door het opnemen van een grote hoeveelheid Griekse mythologie, waardoor alle Griekse goden een Romeinse naam kregen. Het weinige wat bekend is van de vroege Romeinse mythologie is niet afkomstig uit berichten uit die tijd, maar van latere schrijvers, die probeerden de oude tradities te behouden, zoals de geleerde Marcus Terentius Varro uit de 1e eeuw v.Chr. Andere klassieke schrijvers, zoals de dichter Ovidius werden sterk door de hellenistische modellen beïnvloed. In hun werken vulden zij gaten in kennis op met elementen uit het Griekse godsgeloof.

### Noords of Germaans godsbegrip
In de Noordse of algemeen Germaanse mythologie die tot aan de kerstening in het grootste gedeelte van Europa gold, werd een god beschouwd als een regulerende drijfkracht: Oudnoords regin, gen. pl. ragna = heersende macht. Deze krachten en machten doordringen de hun toebedeelde plaatsen in de 9 werelden, maar beïnvloeden ook de menselijke psyche. Onder de categorie van drijfkrachten vielen niet alleen de Asen en Wanen, maar ook natuurgeesten zoals de Alven, en bovendien lagen er oeroude entiteiten aan de basis van de hele schepping, die Thursen en Joten werden genoemd en waaruit de goden en de werelden zelf voortkwamen. De opperste macht werd aan de oppergod Odin of Wodan toebedacht, al had hij zelf ook begin en eind in een macrokosmische beschouwing. Hij was vooral uit op het vermeerderen van zijn kennis, zelfs als hij daarvoor letterlijk of figuurlijk moest strijden.
De voor-christelijke Germanen gebruikten het onzijdige woord als aanduiding voor het godsbegrip nog tot na de kerstening. In het Oudnoords voerde men er daarna, rond het jaar 1000, ook een mannelijk woord voor in, maar dat was enkel van toepassing op de christelijke God.

### Zoroastrisch dualisme
Het antieke Perzië had een bijzondere religie, bekend als zoroastrisme (naar de profeet) of mazdeïsme, waarin twee goddelijke principes elkaar in evenwicht houden, de positieve Ahura Mazda en de negatieve Ahriman.
Het bijhorend 'dualistich' denken zou sterk nawerken in de christelijke theologie, enerzijds als model voor God en de Duivel, anderzijds als tweeledig model voor diverse ketterijen met betrekking tot twee of drie goddelijke personen en/of naturen.

### Precolumbiaans godsbegrip
In de grote culturen van Midden- en Zuid-Amerika, zoals Azteken, Mayas en Incas, zijn de goden de incarnaties van de natuurkrachten en bewakers van een kosmische cyclus, die mede gaande moet worden gehouden door bloedige offers aan hen, meteen de basis voor een militaristische staatsorganisatie die daartoe krijgsgevangenen moet maken.

### Monotheïstisch godsbegrip
In het jodendom, het christendom en in de islam (ook wel de abrahamitische religies genoemd) wordt exclusief een enkele god beschouwd als opperwezen dat heerst over het universum, evenals in het bahá'í-geloof, het brahmanisme en het zoroastrisme.
De oude monotheïstische traditie die de drie abrahamitische religies verbindt wordt door deze tradities teruggeleid tot de, naar verluidt, eerste profeet, Abraham (hoewel sommigen geloven dat Adam als eerste profeet moet beschouwd worden).
Naar deze traditie gelooft men in het bestaan van één god, die de schepper is van de hemel en de aarde. Daarnaast zijn Hem een aantal eigenschappen toegedicht als almacht (omnipotentie), alwetendheid, al-goedheid (liefde, barmhartigheid), alomtegenwoordigheid en rechtvaardigheid. Er bestaan echter uiteenlopende opvattingen over deze eigenschappen.
Het bahá'í-geloof streeft de vereniging van alle religieuze opvattingen, en primair de monotheïstische abrahamitische, na.
Volgens sommige historici is het abrahamitische geloof in een enkele god terug te leiden tot het zoroastrisme zoals grondgelegd door Zarathoestra in het antieke Perzië. Volgens hen zou het zoroastrisme de oudst bekende monotheïstische religie zijn. Het brahmanisme is een eerdere monotheïstische stroming.
Er is een aantal argumenten voor het bestaan van God beschreven, evenals argumenten voor de thesis dat God niet bestaat. Bij de laatste hoort het probleem van het kwaad en het lijden in de wereld, waar met de theodicee een antwoord op geformuleerd is.

### Esoterisch godsbegrip
Het esoterische godsbegrip wordt door een deel van de mensen in de westerse wereld gehanteerd, vaak met verwerping van de christelijke dogma's. Zij zien God niet als een persoon en ook niet als mannelijk of vrouwelijk, maar als een alles omvattende, overal en altijd aanwezige energie, kracht en/of bewustzijn. "Alles omvattend" betekent inclusief de mens zelf, die dan deel uitmaakt van deze goddelijke kracht. De 'drie-eenheid' versie bij het esoterische godsbegrip is: God is de Schepper én het Geschapene én het Scheppingsproces. Communicatie met God vanuit dit begrip kan als volgt samengevat worden: "Ik praat voortdurend met alles en iedereen. Het gaat er niet om tegen wie Ik praat, maar wie naar Mij wil luisteren".

### Neopaganistisch godsbegrip
Neopaganisme is een verzamelnaam voor verschillende religieuze en/of wereldbeschouwende overtuigingen. Het houdt niet aan één bepaald dogma vast. De meeste neopaganisten hebben een polytheïstisch, pantheïstisch of panentheïstisch geloof, dikwijls vermengd met elementen uit het animisme. Voor sommige neopaganisten, wicca-aanhangers in het bijzonder, is een primair model van God de 'Gehoornde God'.
Terwijl de meeste neopaganisten vele goden aanbidden, kan het af en toe ook een vorm van monotheïsme zijn; de vele goden worden dan gezien als aspecten van één God/god.

## Hoe God en goden met mensen zouden communiceren
Veel religies leren dat God zijn wil aan de mensen kenbaar kan maken. In het judaïsme, het christendom en de islam wordt dit proces openbaring genoemd en betreft Zijn eeuwige, absolute waarheden, cruciaal voor de theologie.
Vooral de heidense godsdiensten geloven vaak veeleer in meer pragmatische, ad-hoccommunicatie met godheden, veelal via magische methoden zoals offers, mediums en allerlei waarzeggerij, genezingen en andere specifiek gerichten riten.
Sommige religies leren dat God zijn wil vooral of alleen openbaart aan (via) bepaalde personen die profeten genoemd worden. Anderen geloven dat openbaring gekanaliseerd wordt door God gesanctioneerde instellingen. Weer andere, vooral sommige meer mystiek georiënteerde religies en geloofsstromingen, leren dat openbaring in principe aan alle mensen gegeven kan worden, tijdens bijvoorbeeld gebed, meditatie of aanbidding van God. Openbaring of vermeende openbaring heeft in al deze tradities en overleveringen verschillende vormen aangenomen.
Zo kent men bijvoorbeeld een hoorbaar gesproken openbaring, een inspiratie van gedachten (als een communicatie van de Geest van God naar de menselijke geest) en handelingen die de wil van God zou openbaren, en een geschreven openbaring. De boeken van de Tenach worden binnen de joodse traditie beschouwd als producten van goddelijke openbaring aan en via diverse joodse individuen uit de geschiedenis. Door de christenen wordt dit onderschreven, maar zij beschouwen de boeken van het Nieuwe Testament, handelend over het leven van Jezus Christus en de stichting van de eerste christelijke gemeenten, eveneens als producten van goddelijke openbaring aan en via verschillende individuen, ook van (veelal) joodse afkomst.
Moslims houden vast aan het geloof dat de Koran de enige betrouwbare representatie is van goddelijke openbaring, die exclusief via één persoon, Mohammed, als boodschapper aan de mensen gegeven is. De Heilige Boeken daarvoor geopenbaard zouden corrupt zijn door verkeerde interpretatie.
Over hoe openbaring werkt en wat iemand precies bedoelt wanneer hij/zij zegt dat een bepaald boek 'goddelijk geïnspireerd' is, wordt verschillend gedacht.
Zo is er Het Urantia Boek, verschenen in oktober 1955 in Amerika en in 1997 in het Nederlands. Daarin wordt gesproken van vijf grote wonderbaarlijke openbaringen, sinds de eerste mensen op aarde verschenen, bijna een miljoen jaar geleden. De eerste vond een half miljoen jaar geleden plaats, kort nadat ergens in Noord-India de aanzet zou plaatsgevonden hebben tot de diverse gekleurde rassen op aarde. De eerste wonderbaarlijke openbaring had, volgens het boek, plaats in de regio die later Mesopotamië genoemd werd, en mannen als Mek, Van en Nod voerden toen commissies aan die hielpen de primitieve mens in die tijd beter te leren omgaan met de omgeving. De tweede wonderbaarlijke openbaring zou zo'n 38.000 jaar geleden hebben plaatsgevonden. In de Bijbel wordt deze gebeurtenis gepresenteerd als het ontstaan der mensheid (Adam en Eva). Echter wordt dit in Het Urantia Boek in het licht geplaatst van recentere kennis. Inmiddels neigen ook wetenschappers naar de vaststelling dat rond die tijd iets bijzonders moet zijn gebeurd op de planeet. Alsof een Nieuwe Mens vrij plots was opgestaan, zonder duidelijke voorgeschiedenis, wat strookt met de bijzondere gebeurtenis rond de komst van Adam en zijn gade, zoals beschreven in het boek. De derde wonderbaarlijke openbaring in Het Urantia Boek hangt samen met de komst van de profeet Melchizedek, omstreeks 2000 jaar voor onze jaartelling. De vierde wonderbaarlijke openbaring heeft volgens het boek te maken met de komst van Jezus als christus zelf. Ten slotte noemt Het Urantia Boek zichzelf als de vijfde wonderbaarlijke openbaring.
Neopaganisme leert dat communicatie van de goden gewoonlijk direct en ervaringsgericht is; zij kennen niet de concepten van 'geschrift, 'profeet' of 'openbaring' in de betekenis die de drie abrahamitische godsdiensten eraan geven. Men gelooft dat normaal gesproken een goddelijke boodschap direct doorgegeven wordt aan de persoon of de personen voor wie ze bedoeld is. In sommige tradities wordt een zogenaamd openbaringsritueel 'Drawing down the moon' genoemd, wat iets als 'het oproepen of aantrekken van de maan' betekent. Daarbij roept een hogepriesteres (soms een hogepriester) de godin aan en geeft de naar men meent goddelijk geïnspireerde woorden door aan de verzamelde gelovigen. Dit ritueel wordt het meest gepraktiseerd in wiccatradities. Ook het animisme, het spiritisme, occultisme en verschillende natuurgodsdiensten zoals winti kennen een vorm van openbaringsgerichte rituelen. De persoon of personen door wie een 'goddelijke boodschap' of 'boodschap van de geesten' aan de mensen gegeven wordt heeft binnen elke traditie weer een andere naam (piaiman, bonuman, medicijnman, enz.). Oude animistische tradities die door veel moslims naast de islam gepraktiseerd worden kennen de 'marabout', aan wie naast genezende krachten vaak ook mediamieke krachten worden toegeschreven. De meeste van deze tradities vereren naast een 'schepper-God' ook allerlei geesten en/of goden.
In het hindoeïsme wordt de communicatie tussen God en de mens meestal meer beschouwd als een vorm van spirituele realisatie of zelfverwerkelijking. De mensen die dit is overkomen of die dit stadium bereikt hebben worden omschreven als rishis of wijzen. Het hangt van de stroming af of de woorden van deze rishis als goddelijke openbaringen, als spirituele wijsheden, dan wel als beiden beschouwd worden.

## Wetenschap en God
Het bestaan van goden is nooit op wetenschappelijke wijze vastgesteld. In andere woorden: er is geen wetenschappelijk bewijs dat god(en) wel of niet (kunnen) bestaan. Veel empirische wetenschappers gaan daarom uit van de hypothese dat er geen goden bestaan. Zij beschouwen goden als eeuwenoude verklaringspogingen voor bepaalde menselijke noden, behoeften, onbehagen of welzijn en als symbolische voorstellingsvormen die door eeuwen van religieuze traditie en overlevering tot op heden in stand gebleven zijn binnen religies of godsdiensten.
Aangezien goden uit hun aard bovennatuurlijk en onstoffelijk zijn, kan de wetenschap ook niet uitsluiten noch bevestigen dat goden bestaan. Het is dan ook mogelijk dat wetenschappers in een god of goden geloven. Voorbeelden zijn Georges Lemaître, Blaise Pascal, Isaac Newton, Kurt Gödel en Werner von Braun.
In het algemeen houdt de (westerse) wetenschap zich alleen bezig met de via haar eigen methoden meetbare en reproduceerbare verschijnselen. Zo valt bijvoorbeeld metafysica volgens dit principe buiten de objectgerichte wetenschap. De godsdienstfilosofie houdt zich bezig met de rationele analyse van de fundamenten van de diverse godsdiensten. Hiermee samen hangt de vraag of 'God de mens schiep' of dat 'de mens God schiep' en daaropvolgend ofwel de theologische vraag waarom God de mens schiep, ofwel de antropologische vraag waarom de mens God schiep.

## Overdrachtelijk
Buiten de religieuze context wordt de term god nog gebruikt:
- in de beschouwende wijsbegeerte, voor een filosofisch geponeerde absolute entitiet, inz. de oorzaak van alles, zonder daaraan persoonlijke eigenschappen toe te kennen
- als metafoor voor zeer machtige en/of vereerde sterfelijke personen, zoals een idool in de seculiere betekenis die ironisch ook met afgod wordt betiteld, of zelfs levenloze dingen of begrippen waaraan 'absolute' waarde wordt gehecht